# Ostrý Grúň
Ostrý Grúň (em húngaro: Élesmart) é um município da Eslováquia, situado no distrito de Žarnovica, na região de Banská Bystrica. Tem 16,71 km² de área e sua população em 2018 foi estimada em 540 habitantes.

## Demografia
| Ano:        | 1994 | 2004 | 2014    | 2024    |
| ----------- | ---- | ---- | ------- | ------- |
| Broj ljudi: | 590  | 590  | 483     | 546     |
| Razlika:    |      | +0%  | -18,13% | +13,04% |

| Ano:               | 2023 | 2024   |
| ------------------ | ---- | ------ |
| Número de pessoas: | 545  | 546    |
| Diferença:         |      | +0,18% |